# X등급
X등급은 영화가 성인에게만 적합하다고 여겨지는 내용을 포함하고 있음을 나타내는 영화 등급이다. X등급의 영화에는 일부 시청자에게 방해가 되거나 불쾌감을 줄 수 있는 그래픽 폭력 또는 노골적인 성관계의 장면이 있을 수 있다. X등급은 국가마다 다른 방식으로 사용되며, 그러한 영화의 배포 및 전시에 법적 또는 상업적 의미를 가질 수 있다. 예를 들어, 일부 국가는 X등급 영화의 판매 또는 대여를 금지 또는 제한할 수 있는 반면, 다른 국가는 특정 극장에서만 허용하거나 특별한 세금을 부과할 수 있다. 일부 국가는 X등급 영화를 구성하는 것에 대해 다른 기준이나 정의를 가질 수도 있고, 일부 국가는 영화의 예술적 가치를 분류 요소로 고려할 수도 있다. X등급은 시간이 지남에 따라 일부 국가에서 다른 등급으로 대체되거나 이름이 변경되었다.

## 같이 보기
- .xxx